# Mount Gambier

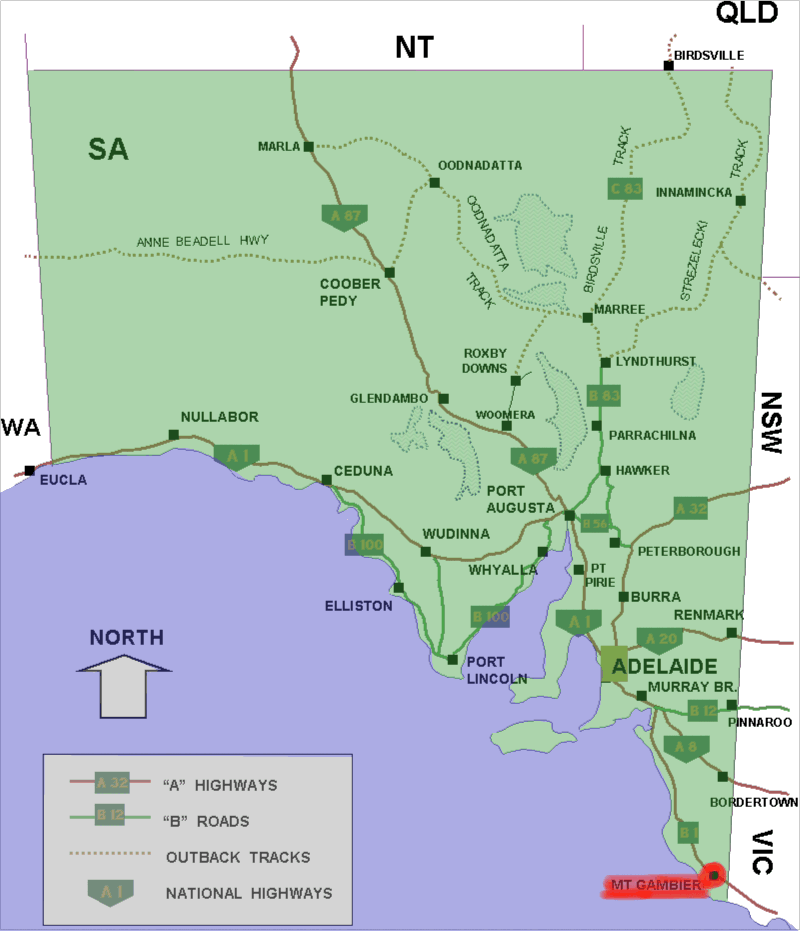
Stadens läge i South Australia

Mount Gambier är en australisk stad i delstaten South Australia med ett avstånd av cirka fem timmar bilfärd till Adelaide respektive Melbourne. Staden är den näst största i delstaten räknad efter invånarantalet.
Staden har en flygplats, Mount Auckland.